# Ernster
Ernster (en luxemburguès:  Iernster) és un pobre de la comuna de Niederanven del districte de Luxemburg al cantó de Luxemburg. Està a uns 11,1 km de distància de la Ciutat de Luxemburg.